# Пи Большого Пса
Пи Большого Пса (π CMa / π Canis Majoris) — двойная звезда в южном созвездии Большого Пса. Система звёзд имеет общую видимую звездную величину 4,69m и видна невооруженным глазом, находится на расстоянии 96,5 св.лет от Солнца.
Относится к звёздам с быстрым собственным движением, которая сейчас сближается с Солнцем — минимальное расстояние между звездами, равное 27 св.лет, будет достигнуто через 733 тыс. лет.

## Характеристики системы
Основная компонента двойной звезды, π CMa A, является переменным желто-белым карликом спектрального класса F1.5V. Период переменности звезды составляет 2,16 часа, её амплитуда — 0,0025m звездной величины. π CMa A отличается большой скоростью собственного вращения, которая в экваториальной области достигает 92 км/сек.
Спектр звезды имеет избыток инфракрасного излучения, что объясняется наличием околозвездного диска с температурой 188 K, который вращается на удалении 6,7 а. е. Компонент А системы π Большого Пса выбран в качестве одного из 1709 кандидатов проекта Breakthrough Listen по поиску внеземной разумной жизни.
Вторая компонента π CMa B имеет видимую звездную величину 9,6m, находится на угловом расстоянии 11,6 угловых секунд от π CMa A, что соответствует расстоянию между компонентами, равному 339 а. е.

## Научная фантастика
- Система π Большого Пса — один из важных сюжетных локейшенов в сериале Другая жизнь. В 10 серии экспедиция высаживается на необитаемой землеподобной планете Закир.[19]
- В медиафраншизе Звёздный путь эта система называется англ. Korvat и находится в границах империи Клингонов.[20]